# Długołęka (województwo dolnośląskie)
Długołęka (niem. Langewiese) – wieś w Polsce położona w województwie dolnośląskim, w powiecie wrocławskim, w gminie Długołęka, należąca do aglomeracji wrocławskiej.

## Położenie
Długołęka leży nad prawym dopływem rzeki Dobrej – potokiem Toporem. Znajduje się około 3 km od stolicy województwa dolnośląskiego – Wrocławia.

## Podział administracyjny
W latach 1874–1945 Długołęka administracyjnie wchodziła w skład Amtsbezirk Sibyllenort dystryktu - powiatu Szczodre. W latach 1945–1951 lub 1954 Długołęka administracyjnie wchodziła w skład gminy Zakrzów w powiecie oleśnickim. W latach 1954–1972 wieś należała i była siedzibą władz gromady Długołęka. W latach 1975–1998 miejscowość administracyjnie należała do województwa wrocławskiego. Miejscowość jest siedzibą gminy Długołęka.

## Nazwa
Pierwsze wzmianki o Długołęce pochodzą z końca XIII wieku. W księdze łacińskiej Liber fundationis episcopatus Vratislaviensis (pol. Księga uposażeń biskupstwa wrocławskiego) spisanej za czasów biskupa Henryka z Wierzbna w latach 1295–1305 miejscowość wymieniona jest w zlatynizowanej formie Dlugalanka. Notowano również Langewesin (1361 r.), Longum Pratum (1376 r.), Langewezen (1478 r.), villa Langewisse (1486 r.), Langewiese lub Langenwiesen (od 1578 r.), Langewiese (od połowy XIX wieku) oznaczają "długą łąkę". Po II wojnie światowej Komisja Ustalania Nazw Miejscowości ustaliła obecną nazwę Długołęka.

## Historia
Długołęka powstała w połowie XIII wieku. Na początku XIV wieku dzieliła się na 2 części: rycerską, połączoną ze Szczodrem oraz drugą, stanowiącą uposażenie biskupstwa wrocławskiego. Wieś poniosła duże straty w czasie wojny trzydziestoletniej (1618–1648). W latach 30. XVII wieku chłopi musieli chronić się w lasach i żyć w ziemiankach. Pod koniec wojny we wsi ocalało jedynie 8 ludzi. Odbudowa Długołęki po wojnie trwała bardzo długo. U schyłku XVII w. na granicy Długołęki i Szczodrego powstała karczma nazwana karczmą przydrożną w Długołęce. Później została wcielona do Szczodrego. W roku 1785 w części należącej do księstwa oleśnickiego, gdzie znajdował się kościół i katolicka szkoła, mieszkało 147 osób i było 18 gospodarstw. W roku 1810 część Długołęki, która od XIV wieku stanowiła uposażenie biskupa wrocławskiego, przeszła na własność króla pruskiego. Było to spowodowane tym, że król pruski podpisał edykt kasujący kolegiaty i klasztory na Śląsku, gdyż musiał pozyskać środki na kontrybucję wojenną po przegranej wojnie z Francją.
Dopiero w roku 1850 obydwie części wsi, królewską i książęcą, połączono w jedną gminę. W XIX i XX wieku w Długołęce, inaczej niż w pozostałych wsiach gminy stale przybywało mieszkańców. I tak w roku 1785 wieś liczyła 305 mieszkańców, w roku 1837 - 368, a w roku 1885 już 498. Na początku poprzedniego stulecia – w 1905 roku – 547 osób, a w roku 1935 liczba ludzi przekroczyła 700 osób.
25 stycznia 1945 Długołęka została zajęta przez 73. Korpus Armijny dowodzony przez gen. mjr Sarkisa Martirosjana, dowodzącego prawym skrzydłem 52. Armii Ogólnowojskowej Związku Radzieckiego. W listopadzie 1945 w Długołęce żyło 388 osób: 118 Polaków i 270 Niemców.
Podczas II wojny światowej, w roku 1945 na jednym z pobliskich pól rozbił się niemiecki samolot myśliwski Messerschmitt Bf 109G, którego szczątki zostały wydobyte w 2008 r..
Po wojnie we wsi zaczęli się osiedlać repatrianci i przesiedleńcy. Ze sprawozdania naczelnika oddziału powiatowego PUR w Oleśnicy z 31 października 1946 wynika, że w Długołęce żyły 32 rodziny repatriantów, a w nich 118 osób oraz 68 rodzin przesiedleńców, a w nich 323 osoby (łącznie: 100 rodzin z 441 osobami). Życie w tej i okolicznych wsiach było trudne, ponieważ uciążliwa była samowola sowieckich żołnierzy, która objawiała się w awanturach i bójkach. Dodatkowym problemem był brak narzędzi rolniczych – szczególnie lekkich pługów, żywego inwentarza i zapasów zboża. Po wojnie ludzie zajmowali się głównie rolnictwem.
Rankiem 9 lipca 1977, ze stacji kolejowej w Długołęce wyruszył pociąg, który w okolicach Mirkowa brał udział w katastrofie kolejowej, w wyniku której zginęło 11 osób, a ponad 40 zostało rannych.

## Zabytki

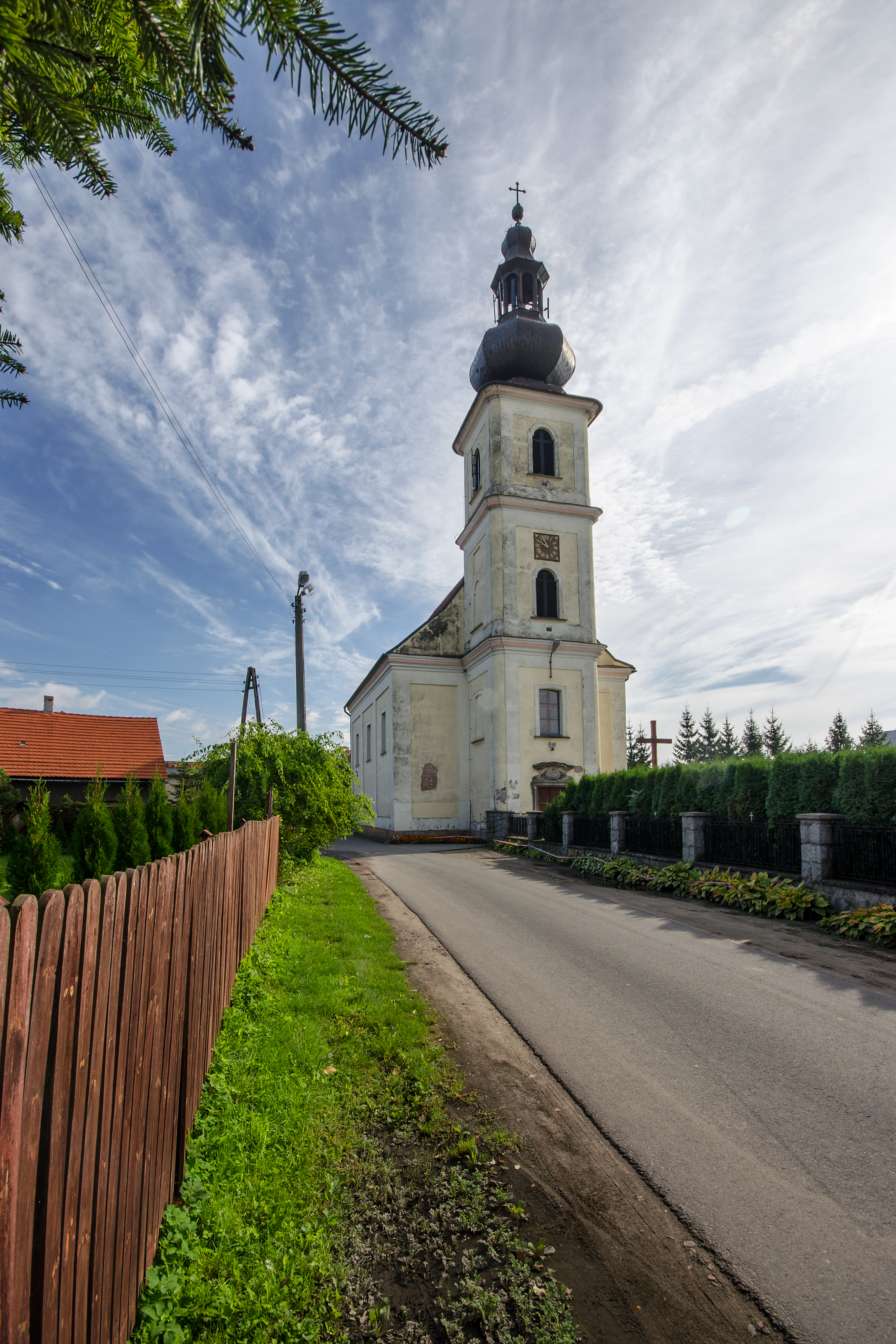
Kościół św. Michała Archanioła

Do wojewódzkiego rejestru zabytków wpisane są:
- kościół pw. św. Michała Archanioła, pierwsze wzmianki o kościele pochodzą z 1376 r. Obecna budowla powstawała w latach 1713–1722

- plebania, ul. Kościelna 12, z 1748 r., koniec XVIII w., początek XX w.

inne zabytki:
- cmentarz parafialny przy ul. A. Zawadzkiego. Datę powstania szacuje się na 1850 r. (poprzednio cmentarz znajdował się obok kościoła). W XIV w. Długołęce znajdował się cmentarz katolicki

- zespół dworca kolejowego:
  - budynek dworca, oddany do użytku 28 maja 1868. Dawniej należał do Szczodrego i nosił nazwę Bahnhof Sibyllenort, od ówczesnej nazwy Szczodrego
  - dom mieszkalny, ul. Broniewskiego 16, z około 1900 rok.
  - budynek mieszkalno-magazynowy, z przełomu XIX/XX w.
- dawny dom dozorcy pałacowego, ul. Parkowa 15, z lat 1860–1870
- dawny Gminny Ośrodek Zdrowia, ul. Wrocławska 24, z lat 1925-1930

## Czasy współczesne
Obecnie (III 2011 r.) Długołęka jest wsią posiadającą 3002 mieszkańców. Jest drugą co do wielkości miejscowością gminy Długołęka (nieco większy jest tylko Kiełczów). W miejscowości przeważa zabudowa jednorodzinna, której budownictwo obecnie się rozwija. Większość ulic jest skanalizowana. Wiele dróg jest wyłożonych asfaltem lub wybrukowanych, niektóre jednak wymagają remontu, budowy chodnika oraz zamontowania oświetlenia. W środku wsi są 2 małe stawy, które niegdyś były stosowane jako zbiorniki przeciwpożarowe po tym, jak w latach 2000-2005 zostały wyremontowane stanowią jedną z ozdób miejscowości.
Główny ruch skupia się przede wszystkim przy ul. Broniewskiego (nie uwzględniając drogi krajowej), ze względu na pawilon handlowy oraz sklepy skupione przy tej ulicy. Jest to niejako centrum miejscowości.

## Gospodarka
W Długołęce ma swoje siedziby, przedstawicielstwa oraz magazyny wielu polskich i zagranicznych firm m.in.: hurtownie: Selgros, Schweiker Sp. z o.o., ERA; restauracja McDonald’s; salony samochodowe i serwisy: Kia Motors, Renault-Dacia, Land Rover, Jaguar, Citroën, Volvo Truck Center, DAF Trucks; salon meblowy Gawin; elektroniczne: LAPP Kabel, Phoenix Contact, Kajt24, Max Computers oraz pozostałe: Betard, Häfele Polska, Balex Metal.
We wsi znajduje się także: kilka sklepów wielobranżowych, piekarnia, apteka, hotel oraz inne zakłady usługowe.

## Urzędy, instytucje, banki
- Urząd Gminy, ul. Robotnicza 12
- Ochotnicza Straż Pożarna, ul. Wiejska 27b
- Ośrodek Zdrowia, ul. Wrocławska 24a
- Urząd Pocztowy, ul. Broniewskiego 11
- Posterunek Energetyczny, ul. Broniewskiego 18
- Bank Spółdzielczy w Oleśnicy, Oddział w Długołęce, ul. Robotnicza 14

## Edukacja

### Obecnie
Obecnie w Długołęce znajduje się Zespół Szkolno-Przedszkolny im. Jana Pawła II oraz Zespół Licealno-Gimnazjalny im. Olimpijczyków Polskich.

### Dawniej
Dawniej w Długołęce istniała katolicka szkoła. Pierwsze informacje o niej pochodzą z roku 1588. Ówczesnym nauczycielem był pisarz kościelny Mathro, następnie w szkole uczyli: Hans Senf (od roku 1594) a na początku XVII wieku Wiktor Hildebrand. Ze szkoły tej korzystały także dzieci katolików z Domaszczyna, Szczodrego, Bykowa, Kamienia i Mirkowa. Wszystkie dzieci nie mieściły się w szkole, dlatego też co jakiś czas trzeba było powiększać budynek. W roku 1789 w miejscowej szkole uczyło się 34 dzieci. W 1792 roku liczba uczniów wzrosła do 40. Latem jednak klasa świeciła pustkami. Większość uczniów wypasała bydło i zajmowała się innymi pracami. Budynek szkolny po wieloletnim użytkowaniu podupadł i groził zawaleniem. Dopiero w roku 1801 do dyspozycji był nowy budynek, mogący pomieścić 30 dzieci.
Nowoczesny, murowany budynek stanął w Długołęce w 1870 r. W roku 1924 dodano nowe piętro, na którym było mieszkanie służbowe kierownika szkoły. Na parterze były dwie izby klasowe i pokój nauczycielski.

## Kultura
Gminna Biblioteka Publiczna (GBP) mieści się na ul. Szkolnej 40a (obok budynku szkoły). W bibliotece działa pracownia komputerowa IKONKA, utworzona dzięki projektowi realizowanemu w latach 2004-2006 przez Ministerstwo Spraw Wewnętrznych i Administracji. Pierwszy punkt znajduje się w GBP w Długołęce, a drugi w filii w Kiełczowie. Biblioteki filialne znajdują się w: Borowej, Brzeziej Łące, Dobroszowie, Kiełczowie, Łozinie, Mirkowie, Pasikurowicach, Węgrowie i Wilczycach.
Gminny Ośrodek Kultury (GOK) – działa w odremontowanym budynku starej szkoły w Długołęce, której fundamenty sięgają XVI wieku. Odbywają się w nim m.in.: warsztaty plastyczne, muzyczne, kursy tańca, imprezy okolicznościowe, święta narodowe, wystawy i wiele innych kulturowych wydarzeń. Pod opieką GOK-u jest 6 świetlic wiejskich na terenie całej gminy w Bielawie, Borowej, Bykowie, Kątnej, Pasikurowicach i Śliwicach).

## Sport i rekreacja
- Gminne Stowarzyszenie Sportowe Klubu Sportowego Długołęka 2000 – klub piłkarski założony w 2000 roku (stąd nazwa). Gra w rozgrywkach B-klasy w grupie Wrocław IX[10]. Prowadzi sekcję dla juniorów młodszych i seniorów. Mecze odbywają się na boisku przy ul. Ptasiej.

| Sezon     | Liga    | Lokata | Mecze | Pkt. | Mecze | Mecze  | Mecze   | Bramki  | Bramki   | Grupa                        |
| Sezon     | Liga    | Lokata | Mecze | Pkt. | zwyc. | remisy | porażki | zdobyte | stracone | Grupa                        |
| --------- | ------- | ------ | ----- | ---- | ----- | ------ | ------- | ------- | -------- | ---------------------------- |
| 2003/2004 | B-klasa | 2.     | 22    | 46   | 14    | 4      | 4       | 63      | 35       | Wrocław VIII                 |
| 2004/2005 | B-klasa | 2.     | 24    | 51   | 15    | 6      | 3       | 71      | 23       | Wrocław IX                   |
| 2005/2006 | B-klasa | 7.     | 24    | 34   | 10    | 4      | 10      | 63      | 48       | Wrocław IX                   |
| 2006/2007 | B-klasa | 4.     | 26    | 49   | 15    | 4      | 7       | 70      | 42       | Wrocław IX                   |
| 2007/2008 | B-klasa | 3.     | 22    | 47   | 15    | 2      | 5       | 82      | 39       | Wrocław IX                   |
| 2008/2009 | B-klasa | 2.     | 20    | 43   | 13    | 4      | 3       | 66      | 31       | Wrocław IX                   |
| 2009/2010 | B-klasa | 2.     | 20    | 44   | 14    | 2      | 4       | 56      | 31       | Wrocław IX (awans)           |
| 2010/2011 | A-klasa | 14.    | 26    | 14   | 2     | 8      | 16      | 22      | 66       | Wrocław III (spadek)         |
| 2011/2012 | B-klasa | 2.     | 20    | 40   | 13    | 1      | 6       | 74      | 35       | Wrocław XII                  |
| 2012/2013 | B-klasa | 5.     | 24    | 36   | 11    | 3      | 10      | 60      | 56       | Wrocław XI                   |
| 2013/2014 | B-klasa | 9.     | 24    | 27   | 8     | 3      | 13      | 50      | 58       | Wrocław VIII                 |
| 2014/2015 | B-klasa | 11.    | 24    | 23   | 6     | 5      | 13      | 37      | 65       | Wrocław VIII                 |
| 2015/2016 | B-klasa | 7.     | 12    | 17   | 5     | 2      | 5       | 31      | 29       | Wrocław VIII: runda jesienna |

- W sezonie 2003/2004 drużyna brała udział w Pucharze Polski (grupa: Dolnośląski ZPN – Wrocław). W 1/32 finału uległa drużynie GKS Mirków/Długołęka 2:3. Zespół GKS Mirków/Długołęka w 1/16 finału uległ klubowi Bodzio Goszcz 1:2.

### Obiekty sportowe
- Korty tenisowe – wybudowane w roku 2005. Pokryte są mączką ceglaną, posiadają oświetlenie.
- Hala sportowa – mieści się przy Zespole Licealno-Gimnazjalnym. Posiada parkietową nawierzchnię. Jest to wielofunkcyjny obiekt sportowy, na którym można rozgrywać mecze np. piłki ręcznej, futsalu, piłki siatkowej i koszykówki. W obrębie sali jest również siłownia.
- Boisko ze sztuczną nawierzchnią poliuretanową otwarte w roku 2009, które jest zlokalizowane przy zespole szkolnym.
- Boisko piłkarskie klubu KS Długołęka 2000 przy ul. Południowej 27

## Szlaki turystyczne
Przez Długołękę przebiegają 2 szlaki turystyczne:
- Szlak dookoła Wrocławia im. doktora Bronisława Turonia – odcinek szlaku biegnący przez: Pawłowice — Domaszczyn — Szczodre — Długołęka — Raków — Oleśniczka — Kątna — Chrząstawa Wielka.
- Szlak pieszy Długołęka – Krotoszyn[12] biegnący przez: Kuźniczysko — Pęciszów — Budczyce — Zawonia — Węgrów — Łozina — Szczodre — Długołęka.

## Komunikacja

### Drogowa
- przez Długołękę przebiegała droga krajowa nr 8, będąca polskim odcinkiem trasy europejskiej E67. Po otwarciu drogi ekspresowej S8, na odcinku Wrocław Pawłowice — Oleśnica stary przebieg drogi nr 8 został zdegradowany do niższej klasy. Przy trasie na terenie wsi są 2 stacje benzynowe. W pobliżu wsi swój koniec ma Autostradowa Obwodnica Wrocławia.
- Obwodnica wschodnia Wrocławia (Bielany — Łany — Długołęka) – obecnie planowana obwodnica.

### Autobusowa
- Gmina Długołęka posiada własne linie strefowe (9xx) obsługiwane przez konsorcjum P.H.U. Kłosok, A21, PKS Południe (od 27 stycznia 2018 r.). Do wsi Długołęka dojeżdżają linie nr 904, 914, 924, 941 oraz nocne nr N04 i N11. Kursują także autobusy podmiejskich linii komercyjnych 504,514 i 574 Polbus PKS Wrocław.

### Kolejowa
- w Długołęce jest stacja kolejowa, który leży na linii 143 (Kalety – Wrocław Mikołajów).